# علم مانشوكو

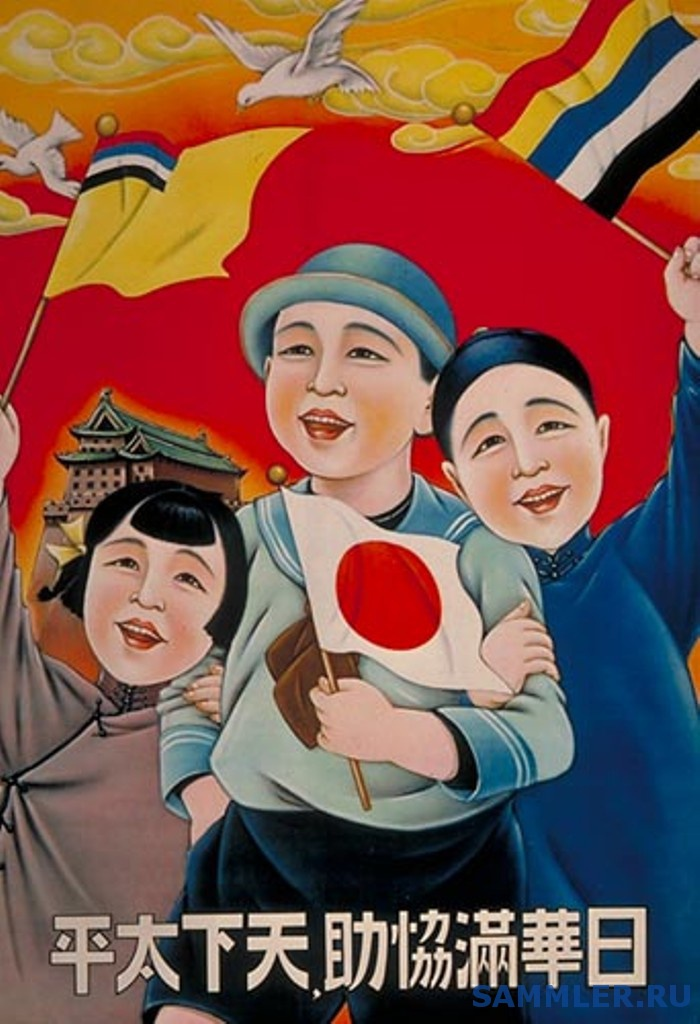
فن الدعاية للأطفال مع العلم المانشوكوي، والأعلام اليابانية ، وعلم خمسة أعراق تحت اتحاد واحد.

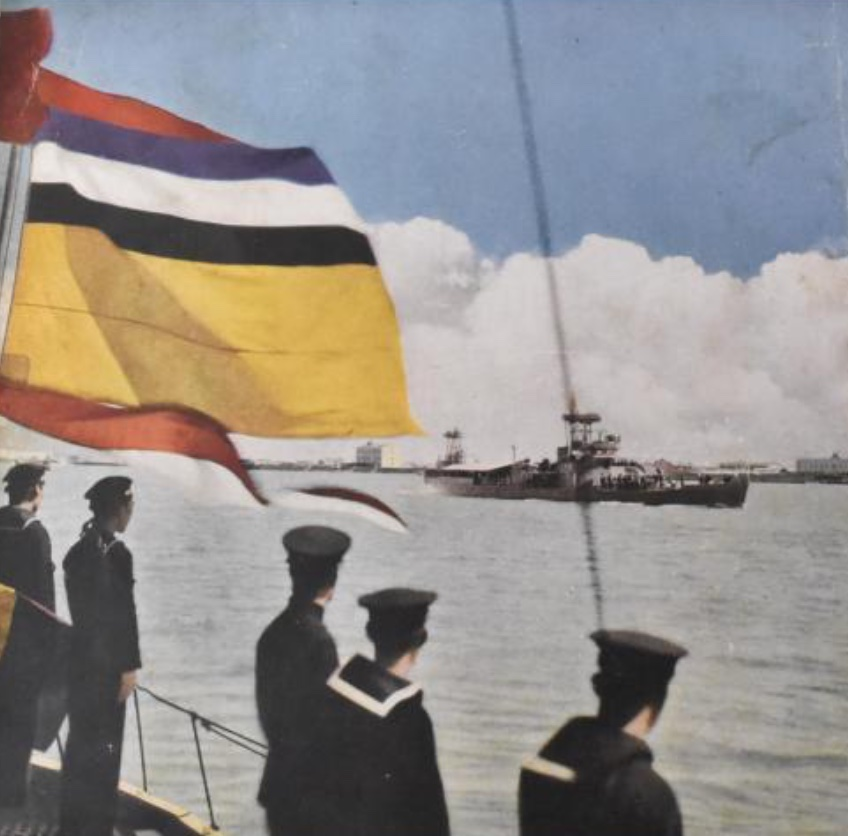
الصورة تم التقاطها على متن السفينة PR Ting Pien مع العلم البحري Manchukuo.

كان علم إمبراطورية منشوريا يتكون من حقل أصفر اللون مع أربعة خطوط أفقية بألوان مختلفة في الزاوية اليسرى العليا. استندت ألوان العلم على ألوان أعلام اتحاد الأعراق الخمسة التي استخدمتها حكومة بييانغ ، وإمبراطورية الصين ، وزمرة فنغتيان . تم تصميم العلم لأول مرة في إعلان العلم الوطني في 1 مارس 1932.

## خلفية تاريخية
تأسس مثلت مانشوكو (بالصينية: 满洲 国، باليابانية: 满洲 国) دولة منشوريا رسميًا قبل عام 1934وإمبراطورية منشوريا بعد عام 1934، كانت دولةً دمية لإمبراطورية اليابان في شمال شرق الصين ومنغوليا الداخلية منذ عام 1932 وحتى عام 1945. تأسست مانشوكو في عام 1932 بعد الغزو الياباني لمنشوريا، وأصبحت ملكيةً دستوريةً في عام 1934. حصلت مانشوكو على اعتراف دبلوماسي محدود في ظل سيطرة اليابان الفعلية عليها.

## الوصف
وفق وثيقة شرح العلم الوطني التي أصدرها مجلس الدولة في مانشوكو في 24 فبراير 1933، فإن الألوان الموجودة على العلم تمثل الاتجاهات الأربعة والمركز. كما قدمت دراسة علم مانشوكو الوطني التي نشرها مجلس الدولة في مانشوكو لاحقًا ممثلًا يعتمد على وو شينغ .
- يمثل اللون الأصفر المركز والمانشو ، ويرمز إلى حكم الإمبراطور في الاتجاهات الأربعة وفضيلة رين في الكونفوشيوسية ، والأرض في العناصر الخمسة.
- يمثل اللون الأحمر الجنوب والهان ، ويرمز إلى العاطفة والشجاعة، والنار في العناصر الخمسة.
- يمثل اللون الأزرق الشرق والمغول ، ويرمز إلى الشباب والقداسة، والخشب في العناصر الخمسة.
- يمثل اللون الأبيض الغرب واليابان ، ويرمز إلى النقاء والعدالة، والذهب في العناصر الخمسة.
- يمثل اللون الأسود الشمال والكوريين ، ويرمز إلى الإرادة والتصميم، والماء في العناصر الخمسة.[1]

## أعلام أخرى
كانت أعلام البحرية في مانشوكو مماثلة في التصميم لأعلام البحرية السوفيتية ولكنها احتفظت بالألوان الوطنية.

### البحرية الإمبراطورية مانشوكو

#### 1932–1935

علم الادميرال
علم نائب الاميرال
علم الاميرال الخلفي
علم قائد بحري من الدرجة الأولى

#### 1935–1941

علم وزير البحرية
علم الادميرال
علم نائب الاميرال
علم الاميرال الخلفي
علم قائد بحري من الدرجة الأولى
علم قائد (عميد بحري من الدرجة الثانية)
علم القائد الأعلى

### خفر السواحل

علم مكتب الشحن في مانشوكو
علم سفن الدعم البحري
علم خفر السواحل في مانشوكو

### الشرطة البحرية

علم الشرطة البحرية
علم رئيس الإدارة المدنية
علم رئيس الإدارة المدنية للشرطة
علم رئيس الشرطة البحرية
علم ضابط الشرطة البحرية الكبير في الوقت الحاضر

### العلم البريدي

العلم البريدي لمدينة مانشوكو

### التنظيم السياسي

علم جمعية كونكورديا

### كشافة مانشوكو

علم الكشافة في مانشوكو

### شركة سكة حديد جنوب منشوريا

علم شركة سكة حديد جنوب منشوريا

## روابط خارجية
- أعلام العالم – مانشوكو (دولة الدمية اليابانية في الصين)